# قاعدة آمرة (قانون دولي)
القاعدة الآمرة أو القاعدة القطعية (باللاتينية: Jus cogens) هي مبدأ أساسي من مبادئ القانون الدولي التي قبلها المجتمع الدولي لتأسيس قاعدة أو أرضية لا يمكن للدول خرقها. أقرت المجموعة الدولية عدد من المبادئ على أساس أنها شاملة، ويتعلق الأمر بالمعايير الإجبارية للقواعد الآمرة التي تمنع خاصة أفعال الاعتداء، وتمنع العبودية (فضلا عن تجارة الرقيق) وتحظر الإبادة الجماعية والقرصنة والفصل العنصري والتعذيب، وكذلك إعلانات الدخول في حروب أو المعاهدات التي تهدف إلى المس من الحريات الأساسية للأشخاص.
الفصل 53 من اتفاقية فيينا لقانون المعاهدات المؤرخة في سنة 1969 يعتبر قاعدة إجبارية بالنسبة للقانون الدولي حيث كل قاعدة مقبولة، ومعترف بها من قبل المجموعة الدولية لا تخضع لأي استثناء ولا يمكن أن تتغير إلا بمقتضى قاعدة جديدة من القانون الدولي تحمل نفس الطبيعة. يسبب أي انتهاك للقواعد الآمرة بطلان المعاهدة وتتحمّل الدولة مسؤولية ذلك.